# توم غانينغ
توم غانينغ (بالإنجليزية: Tom Gunning)‏ هو لاعب كرة قاعدة أمريكي، ولد في 4 مارس 1862 في نيوماركت في الولايات المتحدة، وتوفي في 17 مارس 1931 في فول ريفر في الولايات المتحدة.

## وصلات خارجية
- توم غانينغ على موقع دوري كرة القاعدة الرئيسي (الإنجليزية)
- توم غانينغ على موقعبيزبول رفرنس.كوم (الدوري الرئيسي) (الإنجليزية)
- توم غانينغ على موقعبيزبول رفرنس.كوم (الدوري الثانوي) (الإنجليزية)
- توم غانينغ على موقع مشجعي الرسوم البيانية (الإنجليزية)